# Batalla de Taiyuan
La ofensiva japonesa llamada (太原 作 戦) o batalla de Taiyuan (en chino: 太原 會戰; pinyin: Tàiyuán Huìzhàn; Wade–Giles: T'ai-yüan Hui-tsan) fue una gran batalla entre China y Japón llamada Taiyuan (la capital de la provincia de Shanxi), que se encontraba en la 2.ª Región Militar. Esta batalla concluyó con una derrota para el ENR, incluida parte de Suiyuan, la mayor parte de Shanxi y su arsenal más moderno en Taiyuan, y terminó efectivamente con la resistencia regular a gran escala en el área del norte de China.
Con estos territorios ocupados, los japoneses obtuvieron el suministro de carbón en la cercana Datong, pero también los expuso a los ataques de las fuerzas guerrilleras del ejército nacionalista, incluido el Ejército de la Octava Ruta, atando a muchas tropas japonesas que podrían haberse desviado a otras campañas.

## Cronología
En septiembre de 1937, Hideki Tojo envió al ejército japonés estacionado en Chahar para invadir Shanxi para explotar sus recursos. La ciudad de Datong cayó, y el ENR se vio obligada a ponerse a la defensiva, y concentró sus tropas a lo largo de la Gran Muralla en batallas en lugares como Pingxingguan y al este en Niangziguan.
Yan Xishan también envió tropas para reforzar Shijiazhuang, pero eso provocó una falta de personal para defender el área del norte de China, lo que permitió que el ejército japonés se abriera paso en el norte obligando a los chinos a recurrir a una nueva línea en Xinkou. La lucha continuó en octubre en la batalla de Xinkou hasta que los japoneses flanquearon Niangziguan a fines de octubre, comprometiendo la defensa china que resultó en la caída de Taiyuan.